# میکیتا دودکا
میکیتا دودکا (اوکراینی: Микита Юрійович Дудка؛ زادهٔ ۱۸ دسامبر ۲۰۰۰) بازیکن فوتبال اهل اوکراین است.